# Помыслище
 Помы́слище (бел. Памыслішча) — узловая железнодорожная станция Минского отделения Белорусской железной дороги на линии Минск — Барановичи, расположенная в Минском районе в посёлке Щомыслица (в 11-и километрах от Минска). В состав станции входит остановочный пункт «Роща». В 600 метрах южнее от станции расположен памятник природы «Дубрава».

## История
Станция была сооружена и введена в эксплуатацию в 1951 году. В 1975 году станция была электрифицирована переменным током (~25 кВ) в составе участка Минск — Столбцы.
30 июня 2004 года открыто движение по электрифицированной линии Помыслище — Крыжовка (длиной 20 км), соединившей станцию  с линией Минск—Молодечно (западный обход Минска). Кроме основной магистральной железнодорожной линии Минск — Брест существует также ответвление линии Помыслище — Колядичи, соединяющее с линией Минск — Осиповичи I (южный обход Минска).
На 2022 год запланирована реконструкция станции.

## Устройство станции

### Путевое хозяйство
Помимо основного магистрального пути Минск—Брест существуют также два перегона: Помыслище — Крыжовка (расположенный на участке Минск—Молодечно) и Помыслище — Колядичи (расположенный на участке Минск—Осиповичи). Оба перегона предназначены для следования товарно-грузовых поездных  составов. Суммарно на станции насчитывается пять путей, два из которых ответвляются в направлении Крыжовки, один — в направлении Колядечей.

### Инфраструктура
Для обслуживания пассажиров на станции предусмотрены три платформы (одна — боковая, две — островные), длина платформ составляет от 200 до 250 метров. Железнодорожная станция ограждена забором, вход-выход и пересечение платформ осуществляется по надземному пешеходному переходу (мосту), а также наземному, расположенному в конце станции. На платформе в направлении Минска расположен продовольственный магазин и здание железнодорожного вокзала (билетные кассы и зал ожидания).

## Пассажирское сообщение
На станцию Помыслище ежедневно прибывают и отправляются восемь пар электропоездов региональных линий экономкласса (пригородные электрички) до Барановичей-Полесских и семь пар поездов оборачиваются на станции Столбцы. Время в пути до остановочного пункта Институт культуры, расположенного в центре города составляет 16 минут, время в пути до Барановичей — 2 часа 45 минут. Выход со станции осуществляется на улицы посёлка Щомыслица и деревни Прилукская Слобода.